# Гуменецька сільська рада (Пустомитівський район)
Гуменецька сільська рада — орган місцевого самоврядування у Пустомитівському районі Львівської області з адміністративним центром у с. Гуменець.

## Загальні відомості
Історична дата утворення: в 1946 році. Водоймища на території, підпорядкованій даній раді: річка Щирка.

## Населені пункти
Сільраді підпорядковані населені пункти:
- с. Гуменець
- с. Лани

## Склад ради
- Сільський голова: Онишко Ігор Стефанович
- Секретар сільської ради: Крочак Валентина Романівна
- Загальний склад ради: 16

### Керівний склад ради
| ПІБ                    | Основні відомості                                                 | Дата обрання | Дата звільнення |
| ---------------------- | ----------------------------------------------------------------- | ------------ | --------------- |
| Онишко Ігор Стефанович | Сільський голова, 1982 року народження, освіта, безпартійний      | 26.03.2006   | 31.10.2010      |
| Онишко Ігор Стефанович | Сільський голова, 1982 року народження, освіта вища, безпартійний | 31.10.2010   |                 |

Примітка: таблиця складена за даними джерела

### Депутати
Результати місцевих виборів 2010 року за даними ЦВК:
| № зп | № округу | Прізвище, ім'я, по батькові     | Дата визнання обраним | Відомості про обраного депутата                                                                                      |
| ---- | -------- | ------------------------------- | --------------------- | --- |
| 1    | 1        | Ковпак Ольга Михайлівна         | 05.11.2010            | Освіта вища, позапартійна, Фахівець із соціальної роботи, кур'єр                                                     |
| 2    | 2        | Романина Олександра Василівна   | 05.11.2010            | Освіта середня, член Всеукраїнського об'єднання «Батьківщина», фермерське господарство «Гуменецьке», бухгалтер       |
| 3    | 3        | Гнідишин Василь Панасович       | 05.11.2010            | Освіта середня, член Всеукраїнського об'єднання «Батьківщина», Галицька паливна компанія Львів-Захід, електрозварщик |
| 4    | 4        | Тибінка Михайло Васильович      | 05.11.2010            | Освіта середня, позапартійний, тимчасово не працює                                                                   |
| 5    | 5        | Кузь Олег Ігорович              | 05.11.2010            | Освіта вища, позапартійний, Тернопільська загальноосвітня школа, вчитель                                             |
| 6    | 6        | Попович Богдан Федорович        | 05.11.2010            | Освіта середня, позапартійний, Галицька паливна компанія Львів-Захід, менеджер                                       |
| 7    | 7        | Ховалко Володимир Іванович      | 05.11.2010            | Освіта середня, позапартійний, СПД, товарознавець                                                                    |
| 8    | 8        | Вітовіч Іван Валерійович        | 05.11.2010            | Освіта вища, позапартійний, ТзОВ «Щирецький завод ЗБВ», робітник                                                     |
| 9    | 9        | Дущак Ольга Йосипівна           | 05.11.2010            | Освіта середня, позапартійна, Львівська залізниця, прибиральниця                                                     |
| 10   | 10       | Бенц Олег Михайлович            | 05.11.2010            | Освіта вища, позапартійний, тимчасово не працює                                                                      |
| 11   | 11       | Бублик Роман Степанович         | 05.11.2010            | Освіта вища, позапартійний, Ланівська загальноосвітня школа, директор                                                |
| 12   | 12       | Гудз Ірина Ігорівна             | 05.11.2010            | Освіта середня, позапартійна, догляд за дитиною                                                                      |
| 13   | 13       | Крочак Валентина Романівна      | 05.11.2010            | Освіта середня, позапартійна, Гуменецька сільська рада, секретар                                                     |
| 14   | 14       | Кузь Роман Романович            | 05.11.2010            | Освіта середня, позапартійний, ФОП Кузь З. Р., виконроб                                                              |
| 15   | 15       | Кричковський Руслан Миколайович | 05.11.2010            | Освіта вища, позапартійний, приватний підприємець                                                                    |
| 16   | 16       | Князик Юрій Васильович          | 05.11.2010            | Освіта середня, позапартійний, м. Львів ПП «Крок», робітник                                                          |